# A51高速公路 (意大利)
A51高速公路是意大利伦巴第大区的一条免费高速公路，于1969年开工建设，1973年建成通车。A51是米兰东部的环线，与A50、A52共同构成米兰的环城高速，全长29.4公里，大部分路段限速90公里/小时，小部分80公里/小时。该高速在1992年扩建，延长约10公里。